# Кам'янська сільська рада (Корм'янський район)
Кам'янська сільська рада (біл. Каменскі сельсавет) — адміністративно-територіальна одиниця в складі Корм'янського району Гомельської області Білорусі.
До складу Кам'янської сільради входить 7 поселень:
- Березівка — село.
- Бор — село.
- Кам'янка — село.
- Кучин — село.
- Лебедівка — село.
- Покровський — селище.
- Янівка — село.